# Tuc de Ribereta
El Tuc de Ribereta és una muntanya que es troba en límit dels termes municipals de la Vall de Boí (Alta Ribagorça) i de Naut Aran (Vall d'Aran). Està situada en el límit del Parc Nacional d'Aigüestortes i Estany de Sant Maurici i la seva zona perifèrica.

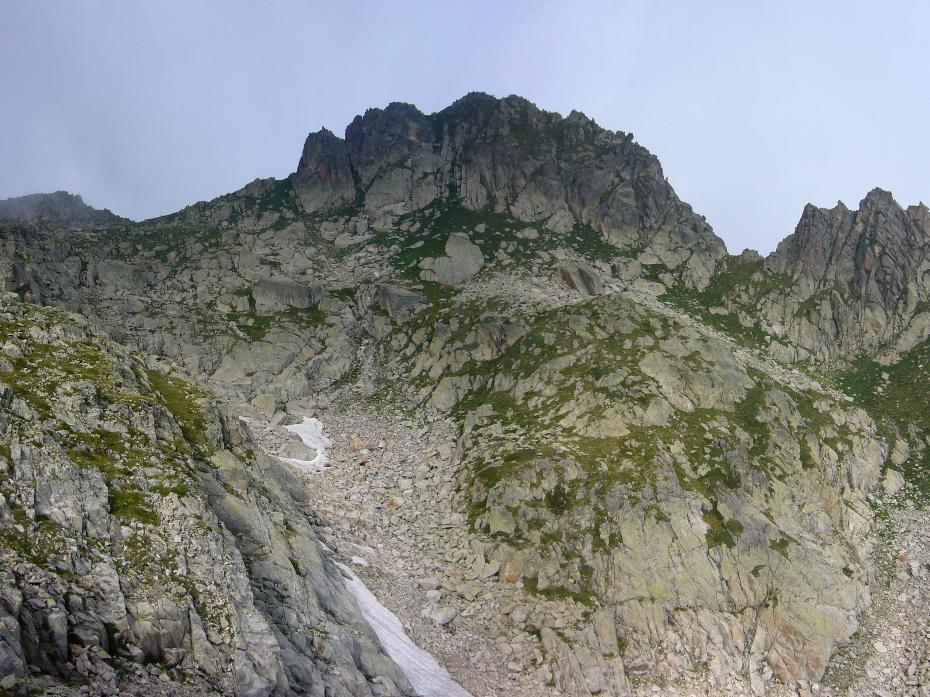
Tuc de Ribereta vist des de l'Estanh Gelat de Ribereta

El pic, de 2.675,7 metres, situat a l'est-sud-est de les Agulhes deth Pòrt i al nord del Tuc deth Cap deth Pòrt de Caldes, s'alça en l'extrem oriental de la carena que separa la meridional Capçalera de Caldes de la Vall de Boí, del septentrional Circ del Montardo de la vall de Valarties. També constitueix l'extrem sud de la carena que, cap al nord-nord-est, separa l'occidental Circ del Montardo de l'oriental Ribèra de Ribereta. Calen destacar, al voltant seu, l'Estany del Port de Caldes a l'oest i l'Estanh Gelat de Ribereta a l'est-nord-est.
Aquest cim està inclòs al llistat dels 100 cims de la FEEC